# Kōdansha

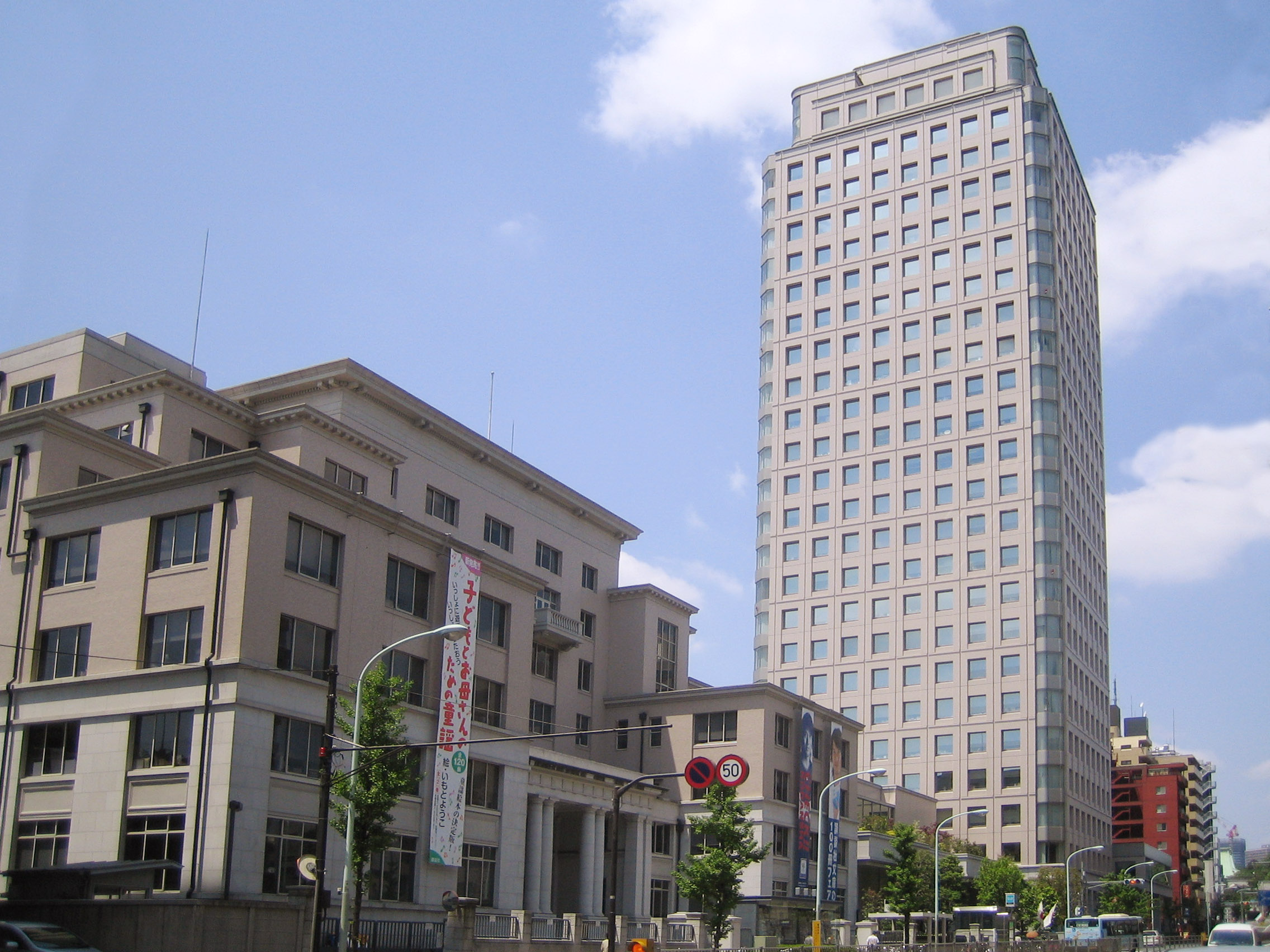
Edificio de Kodansha, Ltd.

Kōdansha, Ltd. (株式会社講談社 Kabushiki-gaisha Kōdansha?) es una editorial japonesa de propiedad privada con sede en Bunkyō, Tokio. Kōdansha es una de las editoriales japonesas más grandes y produce las revistas de manga Nakayoshi, Gekkan Afternoon, Evening, Shūkan Shōnen Magazine y Bessatsu Shōnen Magazine, así como las revistas literarias Gunzō, Shūkan Gendai y el diccionario japonés Nihongo Daijiten. Kōdansha fue fundada por Seiji Noma en 1909, y los miembros de su familia continúan como propietarios, ya sea directamente o a través de Noma Cultural Foundation.

## Historia
Seiji Noma funda Kōdansha en 1909 como una spin-off de la Dai-Nippon Yūbenkai. Produjo la revista literaria Yūben como su primera publicación.
El nombre Kodansha (tomado de "Kodan Club", una revista ya desaparecida publicada por la empresa) se originó en 1911 cuando el editor se fusionó formalmente con el Dai-Nippon Yūbenkai. La compañía ha utilizado su nombre legal actual desde 1958. Utiliza el lema "Omoshirokute tame ni naru" (面白くて,ためになる), En español como "Para ser interesante y beneficioso".
Kodansha Limited posee el Grupo Otowa, que gestiona las sociedades filiales como King Records (nombre oficial: King Record Co., Ltd.) y Kobunsha, también publica Nikkan Gendai, un diario en formato de tabloide. También tiene estrechos lazos con The Walt Disney Company, y patrocina oficialmente Tokyo Disneyland.
Kōdansha es la editorial más grande de Japón. Aunque sus ingresos cayeron debido a la recesión en Japón de 2002, y una recesión acompañante en la industria editorial: la compañía registró una pérdida en el 2002 por primera vez desde el final de la Segunda Guerra Mundial.
Su competencia es segundo mayor editor, Shogakukan. En el 2003, Kodansha tuvo ingresos de 167 mil millones de Yenes, en comparación con los 150 mil millones de Yenes de Shogakukan.
Kōdansha patrocina el prestigioso Premio de Manga Kōdansha, que se ha realizado desde 1977 (y desde 1960 bajo otros nombres).
La sede de Kodansha en Tokio una vez albergó Noma Dōjō, un kendo práctica-hall establecido por Seiji Noma en 1925. La sala fue demolida en noviembre de 2007, sin embargo, se reemplaza con un dojo en un nuevo edificio cercano.

### Relaciones empresariales
La compañía Kōdansha tiene propiedad en varias compañías de difusión en Japón. También tiene acciones de Nippon Cultural Broadcasting, junto con Kobunsha.
En el 2005 toma de la guerra para Nippon Broadcasting System entre Livedoor y Fuji TV, Kōdansha apoyó a Fuji TV por vender sus acciones.

## Kodansha Comics USA
Kodansha Comics Estados Unidos es una imprenta de publicación de manga. Se trata de la filial estadounidense de editorial Kōdansha. La compañía fue creada el 1 de julio de 2008.
La compañía anunció que estaba cerrando su editorial en idioma inglés, Kodansha International, a finales de abril de 2011. Aunque su editorial estadounidense, Kodansha Comics EE. UU., permanecería en funcionamiento.
Kōdansha en EE. UU. comenzó a emitir nuevas publicaciones bajo el administrador jefe de la rama internacional Kentaro Tsugumi, a partir de septiembre de 2012 con una versión de tapa dura de El Espíritu del Aikido. Muchos de los títulos más viejos de Kodansha USA han sido reimpresos.

## Revistas de manga publicadas por Kōdansha
Entre las series publicadas por Kodansha destacan: Shingeki no Kyojin, Sakura CardCaptor, Fairy Tail, Akira, 7 Deadly Sins, Norakuro, Sailor Moon, Cells at Work!, Witch Hat Atelier, Ajin, Battle Angel Alita, Isekai Walking y Blame! entre otros muchos.
Kodomo (7 a 10 años)
- Comic Bon Bon

Shōnen (11-15 años)
- Weekly Shonen Magazine (Shukan Shonen Magazine)
- Bessatsu Shōnen Magazine
- Gekkan Shonen Magazine
- Magazine Special
- Monthly Shonen Rival

Seinen (16-18 años)
- Young Magazine
- Magazine Z
- Afternoon
- Afternoon Quarterly Extra (Afternoon Season Zokan)

Seinen (18-30 años)
- Young Magazine Uppers
- Morning Semanal
- Evening

Shōjo (7-15 años)
- Nakayoshi
- Friend (Bessatu Friend)

Shojo (15-18 años)
- Dessert
- The Dessert

Josei
- Be Love
- Be Love Parfait
- Kiss
- Kiss Carnival
- Kiss Plus
- One more Kiss